# 대중율동체조
대중율동체조는 에어로빅과 같은 체조로서 김정일의 교시하에 1994년에 창작되어 조선민주주의인민공화국 전역에 보급된 체조이다. 다이어트에 효과가 있는 대중율동체조는 조선민주주의인민공화국에서 일을 하다가 틈틈이 하는 업간체조로 여겨져 오고 있다. 대중율동체조 외에 소년률동체조, 로인률동체조 등도 있다.